# Антракт
Вижте пояснителната страница за други значения на Антракт.
Антрактът (от френски: entracte, „между действията“) е прекъсване между частите на представление, като театрална пиеса, опера, концерт или филмова прожекция. При продължителни представления антрактите дават възможност за почивка на изпълнителите и публиката, както и за промяна на декорите и костюмите.